# 제이시스메디칼
주식회사 제이시스메디칼(Jeisys Medical)은 대한민국의 미용 의료기기 기업이다.

## 역사 및 현황
2017년 12월 1일에 설립되었으며, 2018년 5월 8일에 코스닥 시장에 상장하였으나 2024년 11월 7일부로 상장 폐지되었다.